# 鰻の男
『鰻の男』(うなぎのおとこ、原題: 메이드 인 차이나、英題:Made in China)は2014年公開の韓国映画。第27回東京国際映画祭正式出品作品。

## あらすじ
中国でウナギを飼育し、外国に輸出することで生計を立てていた青年チェンの父は、韓国政府に「このウナギは水銀を多く含有するため輸入できない」と宣告され、困窮に打ちひしがれた。チェンは、父の無念をはらすべく韓国に密入国し、食品安全庁の要人ミを脅迫して偽りなき検査を彼女に求める。だが、目前で行われた検査の結果に間違いがなかったことを証明され、チェンは絶望に沈むのだった。そんな彼に男性的魅力を感じていたミは、不憫に思い自宅でのしばらくの逗留を許す。しかし、ミとともに外食店に出かけたチェンは、やくざが中国人ウェイトレスに暴行を働いているのに遭遇し、思わずやくざをぶちのめしてしまう。「俺もメイド・イン・チャイナだ」と誇り高く宣言するチェン。逃亡するミとともに、韓国でウナギを養殖する業者に接近するチェンは、巧妙に隠されていた事実を知る。

## スタッフ
- 監督 - キム・ドンフ
- 助監督 - キム・ジョンウ
- 脚本 - キム・ギドク
- 製作 - キム・スンモ
- 製作総指揮 - キム・ギドク
- 音楽 - パク・ヨンミン
- 撮影 - イ・チュニ
- 編集 - パク・ミンソン
- 照明 - チョン・ヨンサム
- 美術 - ホン・ジヨン

## キャスト
- チェン - パク・ギウン
- ミ - ハン・チェア
- キル・リムソン - イム・ファヨン
- チャン社長 - ユ・ジェミョン
- 会長 - キ・グクソ
- 警備員 - チョ・ヨンソク
- ヨン - キム・ジョンフン
- ヨンの妻 - キム・ウンジュ
- 販売員 - チョ・グッキ
- パスポートブローカー - パク・ノシク